# Mutasen
Mutasen sind Enzyme, die eine funktionelle Gruppe innerhalb desselben Moleküls an einen anderen Bindungsort verschieben. Es handelt sich um Enzyme aus der Klasse der Isomerasen.

## Beispiele für Mutasen
- Die Methylmalonyl-CoA-Mutase verschiebt eine Carboxygruppe auf das benachbarte Kohlenstoffatom und wandelt so L-Methylmalonyl-CoA in Succinyl-CoA um.
- Die 2,3-Bisphosphoglycerat-Mutase wandelt 1,3-Bisphosphoglycerat in 2,3-Bisphosphoglycerat um, indem sie die Phosphatgruppe aus der Phosphosäureanhydridbindung der Carboxygruppe des Kohlenstoffatoms C1 als Phosphatester an die Hydroxygruppe des Kohlenstoffatoms C2 bindet.
- Die Glucosephosphat-Mutase wandelt Glucose-1-phosphat und Glucose-6-phosphat ineinander um.